# Лагоа-Реал
Лагоа-Реал (порт. Lagoa Real) — муниципалитет в Бразилии, входит в штат Баия. Составная часть мезорегиона Юго-центральная часть штата Баия. Входит в экономико-статистический микрорегион Гуанамби. Население составляет 13 795 человек на 2006 год. Занимает площадь 996,292 км². Плотность населения — 14,1 чел./км².
Праздник города — 14 мая.

## История
Город основан в 1989 году.

## Статистика
- Валовой внутренний продукт на 2003 год составляет 20 459 671,00 реалов (данные: Бразильский институт географии и статистики).
- Валовой внутренний продукт на душу населения на 2003 год составляет 1518,91 реалов (данные: Бразильский институт географии и статистики).
- Индекс развития человеческого потенциала на 2000 год составляет 0,605 (данные: Программа развития ООН).

## География
Климат местности: полупустыня.